# 파상풍
파상풍(破傷風, 영어: tetanus)은 박테리아성 질병으로 파상풍균(Clostridium tetani)이 생산하는 독소가 신경계를 침범하여 근육의 긴장성 연축을 일으키는 질환이다.

## 증상
가장 일반적인 증상은 턱 근육에서 경련이 시작하여 신체의 나머지 부분으로 진행된다. 턱의 근육이 심한 경련을 일으켜 입을 벌리기조차 어려운 개구불능(開口不能; trismus) 상태가 가장 먼저 나타난다. 파상풍의 증상은 대개 감염된 뒤 평균 8일(3일~21일)의 잠복기를 거쳐 증상이 발생한다. 파상풍 환자는 기운이 없고, 두통, 열, 통증이 생기며, 입을 벌리거나 음식물을 삼키기 힘들어진다. 얼마 뒤 몸의 모든 근육이 경직되고 경련 때문에 호흡이 곤란해지기도 한다.

## 원인
파상풍균은 먼지나 타액, 흙, 동물의 대변에서 증식하며, 공기가 필요하지 않은 세균이다. 상처난 피부를 통해 몸 속으로 들어가며, 상처에 공기가 통하지 않으면 더욱 빨리 증식한다. 녹이 슨 물건에 찔리거나 개와 고양이, 야생 동물 등에 물렸을 때 발생하기도 한다.

## 예방
파상풍은 파상풍 백신으로 예방 접종하여 예방할 수 있다. 상처가 심하고 3 회 미만의 백신을 접종한 사람들은 예방 접종과 파상풍 면역 글로불린을 권장한다.

## 파상풍의 종류

### 1. 전신파상풍[4]

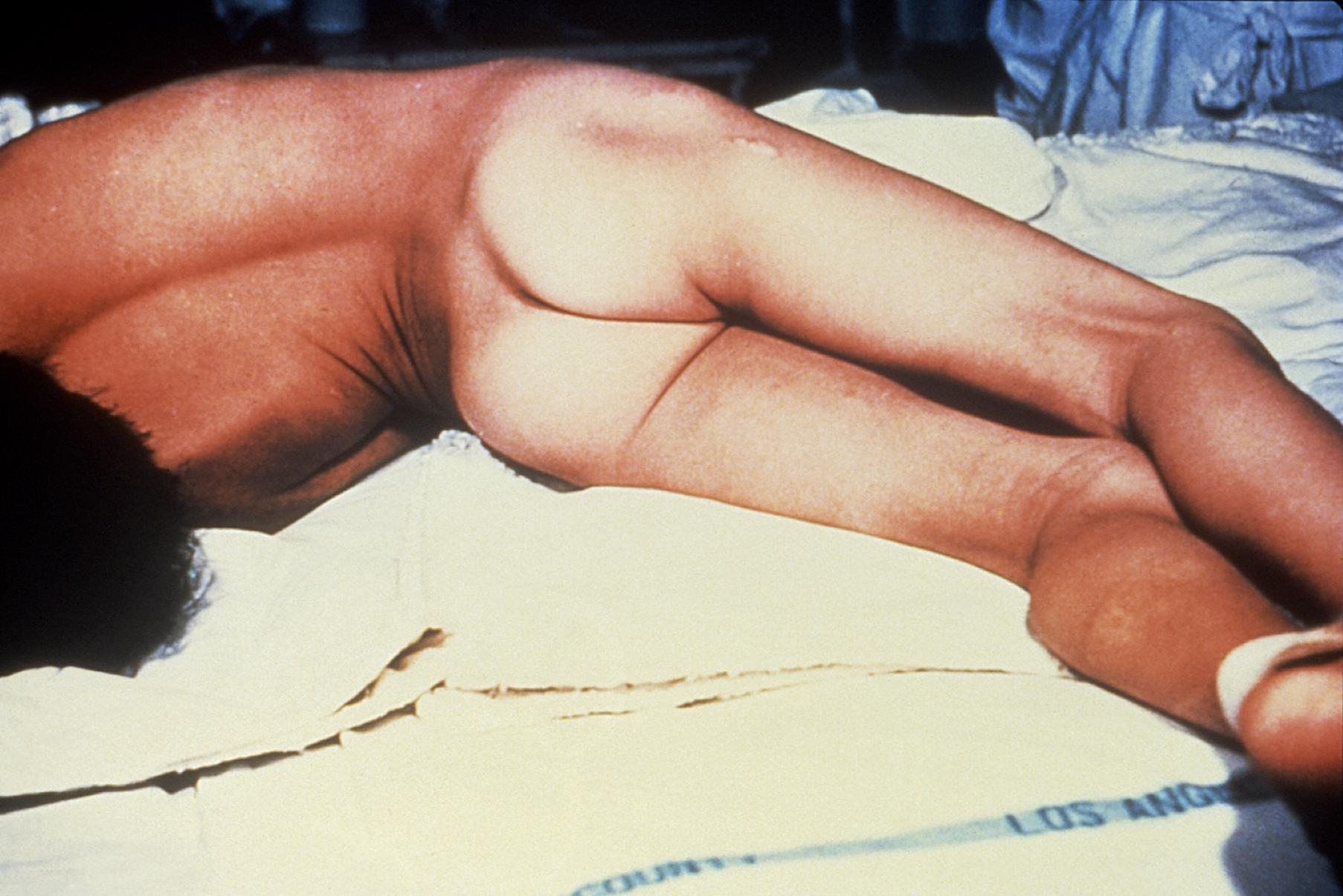
파상풍으로 인한 근육 경련.

가장 흔한 형태로, 입주위 근육의 수축으로 인해 입을 열지 못하는 개구불능(開口不能; trismus)이 가장 먼저 나타나며 경직에 따른 통증을 동반하고 복부강직, 후궁반장(opisthotonus) 및 가슴 및 인후두 근육 경직에 의한 호흡곤란 등이 나타난다.

### 2. 국소파상풍[4]
파상풍균의 아포가 칩입한 부위의 국소 긴장을 유발한 것으로, 일반적으로 증상이 경하며 자발적으로 소실되기도 하나 비교적 많은 경우에 전신파상풍으로 발전하기도 한다.

### 3. 두부형 파상풍(cephalic tetanus)[4]
두부 혹은 경부의 상처를 통하여 파상균의 아포가 침입할 경우 발생하며, 중추신경이 지배하는 근육(안면신경이 지배하는 얼굴 표정 근육, 외안근 등)의 마비가 나타난다.

### 4. 신생아파상풍[4]
출생 시 소독하지 않은 기구로 탯줄을 자르는 등 비위생적인 탯줄관리로 인해 발생하며 생후 3~21일부터 개구불능, 강직, 경련, 젖을 빨지 못하는 등의 증상이 발현되고, 성인에 비해 증상의 발현과 진행속도가 빠르다.

## 고위험군
약물남용자, 예방접종을 시행하지 않은 산모로부터 태어난 신생아 등이 파상풍에 걸릴 위험성이 높은 고위험군에 해당한다.

## 같이 보기
- 화상
- 부상
- 흉터
- 켈로이드